# Concetto Lo Bello

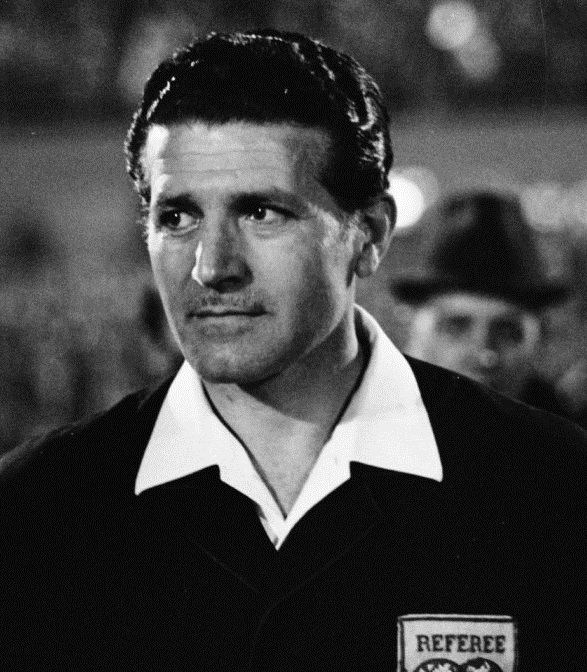
Concetto Lo Bello (1970)

Concetto Lo Bello (* 3. Mai 1924 in Syrakus; † 9. September 1991 ebenda) war ein italienischer Fußballschiedsrichter, Sportfunktionär und Politiker. Mit über 50 Jahren ist er der älteste Schiedsrichter, der ein Europapokalfinale leitete.

## Sportlicher Werdegang
Lo Bello gehörte in der Nachkriegszeit zu den renommiertesten Vertretern seiner Zunft und leitete bereits im Alter von 30 Jahren ab 1954 Ligaspiele in Serie A und Serie B. Bis zu seinem altersbedingten Ausscheiden 1974 stand er in über 300 Meisterschaftsspielen der höchsten Spielklasse auf dem Feld, oftmals wurde er dabei in den Spielen eingesetzt, die über den Gewinn des Scudetto entschieden.
Am 28. Dezember 1958 feierte Lo Bello sein Debüt als internationaler Schiedsrichter, als Ägypten einen 2:1-Erfolg über Deutschland feiern konnte. Bei den Olympischen Spielen von Rom 1960 wurde er mehrfach eingesetzt, unter anderem leitete er dabei das von Jugoslawien mit 3:1 gegen Dänemark gewonnene Endspiel im Olympiastadion. Bei der EM-Endrunde 1964 war er einer von vier Schiedsrichtern, dabei leitete er das Semifinale zwischen der Sowjetunion und den abermals unterlegenen Dänen. Zwei Jahre später pfiff er erneut ein Halbfinalspiel mit sowjetischer Beteiligung, bei der Weltmeisterschaft 1966 setzte sich dieses Mal Deutschland mit einem 2:1-Sieg durch. Nachdem aufgrund der Teilnahme der italienischen Nationalmannschaft bei der EM-Endrunde 1968 kein italienischer Schiedsrichter Endrundenspiele leitete, war Antonio Sbardella der italienische Vertreter bei der WM-Endrunde 1970.
Auch auf Vereinsebene wurde Lo Bello auf internationaler Ebene in bedeutenden Spielen eingesetzt. Im Messestädte-Pokal 1965/66 leitete er am 21. September 1966 das Final-Rückspiel, nach Verlängerung setzte sich der FC Barcelona bei Real Saragossa durch. Im Weltpokal leitete er wenige Wochen später das Rückspiel zwischen Real Madrid und Peñarol Montevideo, in dem sich die Südamerikaner mit einem 2:0-Auswärtserfolg im Estadio Santiago Bernabéu den Titel sicherten. Im Europapokal der Pokalsieger 1966/67 wurde er mit der Leitung des Finalspiels im Städtischen Stadion Nürnbergs betraut, der FC Bayern München gewann durch einen 1:0-Erfolg nach Verlängerung über Glasgow Rangers seinen ersten europäischen Titel. Im Europapokal der Landesmeister 1967/68 pfiff er das Endspiel im Wembley-Stadion, in dem sich Manchester United durch einen 4:!-Erfolg nach Verlängerung über Benfica Lissabon erstmals in der Vereinsgeschichte den Titel sicherte. Zwei Jahre später war er nochmals im Landesmeisterpokal Finalschiedsrichter, im San Siro stand er beim erneut in die Verlängerung gehenden Endspiel um den Europapokal der Landesmeister 1969/70 zwischen Feijenoord Rotterdam und Celtic Glasgow auf dem Platz. Zum Karriereende wurde ihm das Rückspiel um den UEFA-Pokal 1973/74 übertragen, Feyenoord Rotterdam setzte sich dabei im heimischen De Kuip gegen Tottenham Hotspur durch. Zum Zeitpunkt des Endspiels war er 50 Jahre und 16 Tage alt.

## Letzte Jahre
Nach seinem Karriereende engagierte sich Lo Bello als Sportfunktionär und engagierte sich bei der Associazione Italiana Arbitri sowie der Federazione Italiana Giuoco Handball, deren Präsident er von 1976 bis zu seinem Tod war.
Bereits parallel zu seiner Schiedsrichterkarriere engagierte sich Lo Bello politisch für die Democrazia Cristiana. Zwischen 1972 und 1987 war er als Abgeordneter in der Camera dei deputati vertreten, 1986 war er zudem kurzzeitig Bürgermeister von Syrakus.
Posthum wurde Lo Bello in die Hall of Fame des italienischen Fußballs aufgenommen.

## Trivia
Sein Sohn Rosario Lo Bello wurde ebenfalls Schiedsrichter und war auf nationaler wie internationaler Ebene aktiv. Drei Mal leitete er Endspiele um die Coppa Italia – etwas, was dem Vater trotz seiner langjährigen Karriere verwehrt blieb.